# Чжу Тин
Чжу Тин (кит. 朱婷, англ. Zhu Ting; р. 29 ноября 1994, Даньчэн, округ Чжоукоу, провинция Хэнань, Китай) — китайская волейболистка, нападающая. Олимпийская чемпионка 2016.

## Биография
Родилась в семье фермеров, у неё есть 2 старшие и 2 младшие сестры. В 2007 году попала в спортивную школу Чжоукоу, в 2008 году — в спортивную школу провинции Хэнань. Профессиональная волейбольная карьера Чжу Тин началась в 14-летнем возрасте в 2008 году выступлением за «Хэнань Синьюань» (Чжэнчжоу) в лиге «В» чемпионата Китая. Юная волейболистка помогла команде из своей родной провинции выйти в высший дивизион (лигу «А») национального первенства. Именно за «Хэнань» Чжу Тин играла вплоть до 2015 года, несмотря на то, что команда практически постоянно занимала места в нижней части турнирной таблицы, а сама волейболистка уже являлась одним из лидеров сборной страны. Лишь в октябре 2013 Чжу Тин ненадолго была заявлена за «Гуандун Эвергранд» для участия в клубном чемпионате мира, где стала бронзовым призёром турнира. В 2016 году Чжу Тин заключила контракт с турецким «Вакыфбанком», в составе которого  вновь выиграла бронзовые медали чемпионата мира среди клубов. В апреле 2017 года китайская волейболистка со своей командой стала победителем Лиги чемпионов ЕКВ и признана лучшим игроком финала четырёх турнира, набрав в двух матчах решающей стадии розыгрыша 46 очков. Через месяц Чжу Тин впервые выиграла «золото» клубного чемпионата мира и уже по традиции признана лучшим игроком турнира. 
В 2011 Чжу Тин впервые приняла участие в международных соревнованиях, выступая за юниорскую сборную Китая на чемпионате мира в столице Турции Анкаре, и стала обладателем серебряных медалей турнира. В 2012 волейболистка в составе уже молодёжной сборной страны выиграла чемпионат Азии, а через год — чемпионат мира, став на обоих турнирах самым лучшим игроком и лучшей нападающей.
С 2013 года Чжу Тин неизменно выступает за национальную сборную Китая, в составе которой становилась победителем и призёром на 6 крупнейших международных соревнованиях. В 2013 она выиграла «серебро» Гран-при, в 2014 — «серебро» чемпионата мира, в 2015 — «золото» Кубка мира и чемпионата Азии, в 2016 стала Олимпийской чемпионкой в Рио-де-Жанейро, а в 2017 победителем розыгрыша Всемирного Кубка чемпионов. На четырёх чемпионских турнирах 2015—2017 годов Чжу Тин неизменно признавалась MVP и входила в символическую сборную. Также она вошла в символическую сборную чемпионата мира 2014 в качестве одной из двух лучших нападающих-доигровщиц, а также стала самым результативным игроком мирового первенства.
На чемпионате мира 2018 Чжу Тин также была признана одной из двух лучших доигровщиц, а в розыгрыше Кубка мира 2019 года получила приз лучшего игрока и традиционно — приз одного из двух лучших нападающих-доигровщиц.                     
Окончила школу физического воспитания Чжэнчжоуского университета, в 2017 году поступила в аспирантуру Пекинского нормального университета. 31 января 2018 года избрана депутатом Всекитайского собрания народных представителей XIII созыва.
В 2021 году после неудачи на олимпийском волейбольном турнире, где сборная Китая не смогла даже выйти из группы, Чжу Тин сделала перерыв в своей игровой карьере с целью залечить накопившиеся травмы. 

### Клубная карьера
- 2008—2016 —  «Хэнань Синьюань»/«Хэнань Хуавэй» (Чжэнчжоу);
- 2013 —  «Гуандун Эвергранд» (Гуанчжоу);
- 2016—2019 —  «Вакыфбанк» (Стамбул);
- 2019—2021 —  «Тяньцзинь Бохай Бэнк» (Тяньцзинь);
- 2022—2024 —  «Савино Дель Бене» (Скандиччи);
- с 2024 —  «Имоко Воллей» (Конельяно).

## Достижения

### С клубами
- двукратная чемпионка мира среди клубных команд — 2017, 2018, 2024;
  - двукратный бронзовый призёр клубных чемпионатов мира — 2013, 2016.
- 3-кратный победитель Лиги чемпионов ЕКВ — 2017, 2018, 2025.
- победитель розыгрыша Кубка Европейской конфедерации волейбола 2023.

- двукратная чемпионка Турции — 2018, 2019;
  - бронзовый призёр чемпионата Турции 2017.
- победитель (2018) и серебряный призёр (2017) Кубка Турции.
- двукратная чемпионка Китая — 2020, 2021.
- серебряный (2024) и бронзовый (2023) призёр чемпионатов Италии.
- чемпионка Италии 2025.
- победитель розыгрыша Кубка Италии 2025.
- обладатель Суперкубка Италии 2024.

### Со сборными Китая
- Олимпийская чемпионка 2016.
- серебряный призёр чемпионата мира 2014;
  - бронзовый призёр чемпионата мира 2018.
- двукратный победитель розыгрышей Кубка мира — 2015, 2019.
- победитель розыгрыша Всемирного Кубка чемпионов 2017.
- серебряный призёр Гран-при 2013.
- бронзовый призёр Лиги наций 2018.
- чемпионка Азиатских игр 2018.
- чемпионка Азии 2015.
- чемпионка мира среди молодёжных команд 2013.
- чемпионка Азии среди молодёжных команд 2012.
- серебряный призёр чемпионата мира среди девушек 2011.

### Индивидуальные
- 2012: MVP, лучшая нападающая и самая результативная чемпионата Азии среди молодёжных команд;
- 2013: MVP и лучшая нападающая-доигровщица (одна из двух) чемпионата мира среди молодёжных команд;
- 2013: лучшая нападающая-доигровщица (одна из двух) Гран-при;
- 2013: лучшая нападающая чемпионата Азии;
- 2014: лучшая нападающая-доигровщица (одна из двух) и самая результативная чемпионата мира;
- 2015: MVP и лучшая нападающая-доигровщица (одна из двух) чемпионата Азии;
- 2015: MVP Кубка мира;
- 2016: MVP и лучшая нападающая-доигровщица (одна из двух) Олимпийского волейбольного турнира;
- 2016: лучшая нападающая-доигровщица (одна из двух) чемпионата мира среди клубных команд;
- 2017: MVP Лиги чемпионов ЕКВ.
- 2017: MVP и лучшая нападающая-доигровщица (одна из двух) чемпионата мира среди клубных команд;
- 2017: MVP и лучшая нападающая-доигровщица (одна из двух) Всемирного Кубка чемпионов.
- 2018: MVP розыгрыша Кубка Турции.
- 2018: лучшая нападающая-доигровщица (одна из двух) Лиги чемпионов ЕКВ.
- 2018: лучшая нападающая-доигровщица (одна из двух) Лиги наций.
- 2018: лучшая нападающая-доигровщица (одна из двух) чемпионата мира.
- 2018: MVP и лучшая нападающая-доигровщица (одна из двух) чемпионата мира среди клубных команд.
- 2018: «Медаль 4 мая» Коммунистического союза молодёжи Китая.
- 2019: MVP чемпионата Турции.
- 2019: MVP и лучшая нападающая-доигровщица (одна из двух) Кубка мира.
- 2020: MVP и лучшая нападающая-доигровщица (одна из двух) чемпионата Китая.
- 2021: MVP чемпионата Китая.
- 2024: лучшая нападающая-доигровщица (одна из двух) чемпионата мира среди клубных команд
- 2025: лучшая нападающая-доигровщица (одна из двух) Лиги чемпионов ЕКВ